# Aspalathus obliqua
Aspalathus obliqua är en ärtväxtart som beskrevs av Rolf Martin Theodor Dahlgren. Aspalathus obliqua ingår i släktet Aspalathus och familjen ärtväxter. Inga underarter finns listade i Catalogue of Life.